# Berberis pingshanensis
Berberis pingshanensis är en berberisväxtart som beskrevs av Sung och Hsiao. Berberis pingshanensis ingår i släktet berberisar, och familjen berberisväxter. Inga underarter finns listade i Catalogue of Life.